# Mouvement du 19 avril
Le Mouvement du 19 avril,, (espagnol : Movimiento 19 de Abril), abrégé en M-19, est un mouvement de guérilla colombien, qui prit part au conflit armé colombien de 1974 à sa démobilisation en 1990, se transformant en parti politique (Alliance démocratique M-19, Alianza Democrática M-19), qui n'existe plus en tant que tel.

## Origine
La date du 19 avril fait référence à l'élection présidentielle du 19 avril 1970, où Gustavo Rojas Pinilla, président de 1953 à 1957 à la suite d'un coup d'État puis fondateur du parti Alliance nationale populaire (ANAPO), fut battu par Misael Pastrana Borrero, candidat du Front national. Le résultat officiel donnait moins de 100 000 voix d'avance à Pastrana et Rojas et ses partisans dénoncèrent une fraude, organisée par le président Carlos Lleras Restrepo, lui aussi membre du Frente Nacional. Des faits révélés postérieurement semblent accréditer cette thèse.
En 1974, plusieurs membres de l'aile socialiste de l'ANAPO et certains membres des FARC, notamment Jaime Bateman Cayón et Álvaro Fayad, décidèrent de fonder le M-19. L'idéologie du mouvement combinait nationalisme et marxisme hétérodoxe, mais son objectif primordial était d'instaurer une véritable démocratie en Colombie.

## Histoire
Contrairement à d'autres mouvements de guérilla, le M-19 privilégiait l'idée de combats dans les zones urbaines plutôt que dans la jungle.
Une des premières actions du groupe qui lui permit de se faire connaître fut le vol de l'épée de Simón Bolívar en janvier 1974, suivi de la déclaration : « Bolívar, tu espada vuelve a la lucha » [Bolívar, ton épée retourne à la lutte].
Au nouvel an 1979, le M-19 réussit à s'emparer d'un important stock d'armes de l'armée colombienne en passant par un tunnel. En février 1980, il est responsable d'une prise d'otages à l'ambassade de la République dominicaine ; parmi les otages se trouvent de nombreux diplomates étrangers. Ils sont libérés au bout de deux mois, alors que les preneurs d'otages se réfugient à Cuba.
Les actions du mouvement sont symboliquement comparées par certains universitaires à celles de Robin des Bois pour les vols d’aliments et d’autres types de marchandises pour les distribuer dans les quartiers pauvres. Le M-19 avait créé dans les quartiers populaires des grandes villes, notamment à Cali et à Bogota, des milices destinées à désamorcer les conflits et à rendre la justice. Elles encourageaient l'autogestion locale à travers le développement de réseaux de services publics et la réhabilitation des logements vétustes.
À partir de 1982, le M-19 affronte violemment les cartels de drogue et leur extension paramilitaire, le MAS (Muerte a los Secuestradores). Le groupe guérillero entendait « taxer la narco-bourgeoisie émergente » et procède à l’enlèvement de proches des dirigeants des cartels. À Medellín en particulier, de nombreux étudiants ou militants de gauche sympathisants du groupe sont abattus par des paramilitaires financés par les narcotrafiquants.
La principale action du M-19 est la prise du palais de justice de Bogota, en novembre 1985. Un commando du M-19 investit le bâtiment où siège la Cour suprême colombienne, prenant plus de 300 personnes en otage. Le commando exigeait que le président Belisario Betancur Cuartas soit jugé, parce qu'il ne cherchait pas réellement la paix, malgré les négociations ouvertes en 1982. Finalement l'armée colombienne donna l'assaut. Dans la fusillade, tous les membres du commando sauf deux et plus de cent otages — dont les onze juges de la Cour suprême — trouvèrent la mort. À la suite de cette action, le M-19 perd une grande partie du soutien populaire dont il pouvait bénéficier. La participation du cartel de Medellín dans cette prise d'otages, bien qu'évoquée par le passé, est aujourd'hui généralement écartée. Depuis ce jour, les représentants actuels du M-19 organisent, chaque année, une manifestation commémorative devant la Cour suprême de Colombie à Bogotá.
Le M-19 est souvent défini comme une guérilla révolutionnaire. Jaime Zuluaga Nieto précise : « Les guérillas révolutionnaires sont celles qui se proposent à la conquête du pouvoir par la voie des armes avec le but d'instaurer un nouvel ordre politique, social et économique ».

## Démobilisation
Malgré l'impact provoqué par la prise d'otages du palais de justice, le président Virgilio Barco Vargas, élu en 1986, reprend les négociations avec les guérillas. La revendication principale du M-19 et d'autres mouvements est la création d'une assemblée constituante pour doter le pays d'une nouvelle constitution. Le gouvernement colombien finira par accepter, amenant ces mouvements à se démobiliser.
En 1989, le désengagement armé est voté par les militants du M-19. Le mouvement souffre, en effet, d'une crise interne (critiques quant à la façon de mener les actions) et d'un affaiblissement de l'engagement des militants.
Le M-19 dépose officiellement les armes le 8 mars 1990 et devient le parti Alianza Democrática M-19 (AD/M-19), les combattants sont amnistiés et le parti présente son chef Carlos Pizarro Leongómez comme candidat à l'élection présidentielle de 1990, mais il sera assassiné. On ignore encore si le meurtre a été commandité par le gouvernement colombien, les narcotrafiquants ou les paramilitaires. Antonio Navarro Wolff remplace Pizarro ; il n'est pas élu mais obtient 12 % des voix. Il devient ministre de la Santé dans le gouvernement de César Gaviria. Puis le AD/M-19 participe à l'assemblée constituante qui rédige la constitution adoptée en 1991. Il y obtient, alors, 27 % des voix et 19 sièges. Antonio Navarro est élu coprésident de l'Assemblée constituante.
Aujourd'hui le parti n'existe plus, officiellement, en tant que tel. Ses membres ont majoritairement rejoint le Polo Democrático Independiente, devenu par la suite Polo Democrático Alternativo, principale formation de gauche mais un groupe de personnes se réclame toujours du M-19 et en revendique la lutte.
Le M-19 a, en effet, connu un processus de désengagement complexe. Certains de ses membres ont définitivement quitté la scène politique colombienne, tandis que d'autres poursuivent cette pratique à l'image de Gustavo Petro, ancien maire de Bogota, ancien sénateur et Président de la Colombie, élu le 19 juin 2022.